# Giampaolo Dianin
Giampaolo Dianin (* 29. října 1962, Teolo) je italský římskokatolický duchovní a biskup Chioggie.

## Život
Narodil se 29. října 1962 v Teolo.
Vstoupil do kněžského semináře v Padově. Dne 7. června 1987 byl arcibiskupem Filippem Franceschi vysvěcen na kněze. Následně studoval na Papežské univerzitě Gregoriana, kde získal doktorát z morální teologie. Poté se stal profesorem na Teologické fakultě Severní Itálie. Sloužil jako farní vikář v Mestrino. Od roku 1992 měl na starost diecézní úřad pro rodiny.
Roku 2009 byl jmenován rektorem semináře v Padově a biskupským delegátem pro trvalé jáhny. Zastával další administrativní a pastorační služby. Dne 3. listopadu 2021 jej papež František jmenoval biskupem Chioggie. Biskupské svěcení přijal 16. ledna dalšího roku z rukou biskupa Claudia Cipolly a spolusvětiteli byli arcibiskup Antonio Mattiazzo a biskup Adriano Tessarollo.